# Zhou Gaoping
Zhou Gaoping (20 de outubro de 1986) é uma futebolista chinesa que atua como defensora.

## Carreira
Zhou Gaoping integrou o elenco da Seleção Chinesa de Futebol Feminino, nas Olimpíadas de 2008. 